# Basilisk Crag
Der Basilisk Crag ist ein gezacktes Felsenkliff mit nordöstlicher Ausrichtung im Nordosten der Livingston-Insel im Archipel der Südlichen Shetlandinseln. Es ragt 70 m hoch an der Südostküste der Griffin Cove auf.
Das Kliff ist wie andere geografische Objekte in der Umgebung nach einem Fabelwesen benannt, in diesem Fall nach dem Basilisk aufgrund der an die Leguangattung der Basilisken erinnernden Form des Kliffs.